# 洪水镇 (海东市)
洪水镇，是中华人民共和国青海省海东市乐都区下辖的一个乡镇级行政单位。

## 行政区划
洪水镇下辖以下地区：
洪水镇社区、店子村、马趟村、阿东村、阿西村、上窑洞村、河西村、下街村、高家湾村、双一村、双二村、姜湾村、下沈家村、马家营村、李家壕村、下王家村、上王家村、吴家庄村、大寨子村、袁家庄村、洪水坪村和石岭村。